# Richard Howard Ichord
Richard Howard Ichord Jr. (ur. 26 czerwca 1926 w Licking, zm. 25 grudnia 1992 w Houston) – amerykański polityk, członek Partii Demokratycznej.

## Działalność polityczna
Od 1952 zasiadał w stanowej Izbie Reprezentantów Missouri, a następnie od 3 stycznia 1961 do 3 stycznia 1981 przez dziesięć kadencji był przedstawicielem 8. okręgu wyborczego w stanie Missouri w Izbie Reprezentantów Stanów Zjednoczonych.